# Elie Onana
Elie Onana (13. října 1951, Okola – 2. dubna 2018, Yaoundé) byl kamerunský fotbalový obránce. Zemřel 2. dubna 2018 ve věku 66 let na infarkt myokardu.

## Fotbalová kariéra
Za reprezentaci Kamerunu hrál v letech 1982–1984. Byl členem kamerunské reprezentace na Mistrovství světa ve fotbale 1982, nastoupil ve všech 3 utkáních. Byl členem kamerunské reprezentace na LOH 1984 v Los Angeles, ale v utkání nenastoupil. Byl členem kamerunské reprezentace na Africkém poháru národů v roce 1982. Na klubové úrovni hrál v Kamerunu za Santos Okola, Bafia Club, Federal Foumban, Canon Yaoundé a Santos Yaoundé. S Canon Yaoundé vyhrál dvakrát kamerunskou ligu a jednou pohár.